# Књижевност
Књижевност, термин настао од речи књига, представља превод стране речи литература и њен је најближи синоним. Термин литература потиче из латинског језика од речи littero — слово, настали превођењем грчке речи са истим значењем γραμματικη (τεχνη) од γραμμα — слово.
Народна књижевност представља дела стварана вековима, у којима се описује колективни став народа чијој народној књижевности дело припада. Уметничка књижевност садржи песничке слике изражене речима. Она представља објективну стварност, али виђену очима уметника. Садржи мисли и осећања писца, а код читаоца изазива одређена осећања и расположења.
Термин књижевност употребљен у ужем значењу означава уметничку књижевност (белетристика, лепа књижевност). Употребљен у ширем значењу, термин књижевност односи се и на дела настала у процесу проучавања књижевности, односно обухвата и текстове који припадају књижевној критици, књижевној историји и теорији књижевности, које заједно са методологијом проучавања књижевности конституишу науку о књижевности.
Термин књижевност употребљава се да означи језичку уметност, естетички вид језичке творевине. Књижевна естетика покушава да пружи мерило за разликовање уметничке речи од осталих појавних облика језика. Бројне су поделе књижевности и критеријуми на којима се те поделе заснивају: припадност одређеној епохи, периоду, правцу, етничкој заједници, културно-географском подручју; критеријум за поделу може бити и публика, коме је дело намењено; да ли је аутор познат или не. Полазећи од природе самог дела, књижевност се дели на књижевне родове и врсти.

## Дефиниције
Постојали су разни покушаји да се дефинише „књижевност”. Сајмон и Делиз Рајан започели су њихов покушај да одговоре на питање „Шта је књижевност?” са описом:
Трагање за откривањем дефиниције „књижевности” је пут којим се много путовало, иако је тачка доласка, ако је икада достигнута, ретко задовољавајућа. Већина предложених дефиниција је широка и нејасна, и оне су се неизбежно временом мењане. У ствари, једина ствар која је сигурна у дефинисању књижевности јесте да ће се дефиниција променити. Концепти о томе шта је литература се исто тако мењају током времена.
Дефиниције књижевности су варирале током времена: То је „културолошки релативна дефиниција”. У Западној Европи пре 18. века, књижевност се односила на све књиге и писање. Ограниченији смисао речи се јавио током романтичарског периода, током којег је почела да означава „маштовито” писање. Савремене расправе о томе шта чини књижевност имају тренд повратка на старијије, свеобухватније значење; на пример, културолошке студије обухватају и анализу популарних и мањинских жанрова, поред канонских радова.
Према дефиницији литературе путем одлучивања о вредности сматра се да се она искључиво односи на списе који поседују висок квалитет или особеност, чинећи део такозване Belles-lettres традиције („финог писања”). Овај тип дефиниције се користи у једанаестом издању Енциклопедије Британике (1910–11), при чему она класификује литературу као „најбољи израз најбоље мисли редуковане на писање”. Проблематичност овог гледишта је у томе да нема објективне дефиниције тога што сачињава „литературу”: све може бити литература, и све што се универзално сматра литературом може потенцијално бити искључено, пошто се вредносна гледишта могу променити током времена.
Формалистичка дефиниција је да се „литература” у првом плану односи на поетске ефекте; то је „литерарност” или „поетика” књижевности што је разликује од обичног говора или других врста писања (нпр., новинарства). Џим Мајер сматра да је корисна карактеристика при објашњавању употребе термина да означава објављени материјал у одређеном пољу (нпр., „научна литература”), пошто таково писање мора да користи језик у складу са одређеним стандардима. Проблем са формалистичком дефиницијом је у томе што да би се рекло да литература одступа од обичне језичке употребе, те употребе се морају прво идентификовати; ово је тешко јер је „обичан језик” нестабилна категорија, која се разликује у зависности од друштвених категорија и кроз историју.
Етимолошки, термин литература је изведен из латинске речи literatura/litteratura „учење, писање, граматика,” оригинално „писање формирано словима,” од litera/littera „слово”. Упркос тога, термин је исто тако био примењиван говорене или певане текстове.

## Врсте књижевности
Широко је усвојена подела књижевности на три рода:
- лирика, коју одликује субјективност (осечања, мишљења песника)
- епика, коју одликује објективност (опис радње) и епски ликови
- драма, коју одликују дијалог, као и посебан стил писања

Књижевност се може делити и на:
- поезију, где је текст обично подељен на строфе и стихове
- прозу, где текст није никако ограничен,
- драму, стил писања код драме као рода (указује се на ликове који говоре)

Књижевност се најпре стварала и преносила усменим путем. Та врста књижевности назива се усменом или народном књижевношћу. Од самих својих почетака књижевност је у вези са митом и религијом. Стварајући митове, човек је покушавао да објасни свет који га је окруживао. Са развојем критичке свести човек постепено престаје да верује у митове и митске приче. Тог тренутка мит постаје књижевност.
Књижевност се може поделити на дуже историјскокњижевне временске одсеке, епохе:
- Древни исток
- Антика
  1. Хеленска књижевност
  2. Римска књижевност
- средњи век
- Хуманизам
- Ренесанса
- Барок
- Класицизам
- Просветитељство
- Романтизам
- Реализам
- Модернизам
  1. Естетицизам
  2. Авангарда
  3. Касни модернизам
  4. Постмодернизам

### Усмена књижевност
Усмена књижевност представља најстарији облик књижевноумјетничког рада. На различитим просторима развијали су се различити родови усмене књижевности. Основна подела усмене књижевности на родове и врсте може изгледати овако:
- Поезија
  - лирска пјесма севдалинке, обредне, додолске, краљичке...;
  - епска пјесма: епови и крајишнице;
  - епско-лирска пјесма: баладе и романсе.
- Проза
  - бајке,
  - приповетке,
  - приче,
  - легенде,
  - предаје: предаје о грађевинама, гробљима, турбетима; предаје о евлијама и керамети-сахибијама; предаје о значајним историјским догађајима; предаје о значајним историјским личностима...
- Драмски радови

### Писана или уметничка књижевност
Уметничка књижевност, као и усмена, има три основне гране: поезију, прозу и драму.

#### Поезија
Поезија је врста књижевности у којој се текст пише у стиховима. Поезија обично садржи низ стилских фигура укључујући риму, метафору, поређење, градацију, хиперболу, итд. Могуће је да је поезија најстарија врста књижевност. Рани примери су Сумерски „Еп о Гилгамешу” (1700. п. н. е.), делови Библије, и радови Хомера.
Поезија је форма литературне уметности која користи естетске и ритмичке квалитете језика да евоцира додатна значења, или алтернативе прозном привидном значењу. Поезија се традиционално разликовала од прозе по томе што је била написана у стиховима; проза је написана у реченицама, поезија у линијама; синтакса прозе је диктирана значењем, док се поезија одржава преко метрике или визуелних аспеката песме. Пре 19. века, поезија се обично схватила као нешто постављено у метричким линијама; сходно томе, 1658. године дефиниција поезије је „било која врста текста који се састоји од ритма или стихова”. То је вероватно била последица утицаја Аристотела (његове „Поетике”), „поезија” пре 19. века обично је била мање техничка ознака за стихове од нормативне категорије фиктивне или реторичке уметности. Могуће је да као форма она предатора писменост, при чему су најранији радови били компоновани и одржавани у оквиру оралне традиције; и стога она представља најстарији вид литературе.
У различитим нацијама наилази се на различите врсте поезије. У грчкој поезији стихови се ретко римују, док је у Италијанској и Француској поезији супротан случај. Генерално гледајући, у британској и немачкој поезији рима је подједнако и присутна и одсутна. Неке језике карактерише природан афинитет за дуже стихове, док је код других изражена тенденција ка краћим стиховима. Неке од ових карактеристика су условљене разликама у лексици и граматици самих језика. На пример, неки језици имају већи фонд речи које се римују, или више синонима од других. Поезија је такође укомпонована у неке врсте драме, попут опере.

#### Проза
Проза је форма језика која поседује обичну синтаксу и природни говор уместо ритмичке структуре; у ком смислу се она, поред њеног мерења реченицама уместо линија, разликује од поезије. У погледу историјског развоја прозе, Ричард Граф напомиње да „[у случају античке Грчке] недавна становишта наглашавају чињеницу да је формална проза релативно касно развијена, то је „изум” који је вероватно везан за класични период”.
- Роман: дуги фикциони прозни наратив. Блиски однос ове форме са реалним животом је диференцира од витешке романтике.[24][25] Термин роман се јавља у већини европских језика.[25] У енглеском је термин проистекао из романских језика у касном 15. веку, са значењем „новости”; он се временом трансформисао да указује на нешто ново, без прављења разлике између чињеница или фикције.[26] Мада постоје многи историјски прототипи, такозвани „романи пре романа”,[27] модерни облик романа се појавио у касно у културној историји — отприлике током осамнаестог века.[28] Иницијално предмет знатног критицизма, роман је временом попримио доминантну позицију међу литерарним формама, у погледу популарности и става критичара.[25][29][30]
- Новела: у чисто квантитативном смислу, новела постоји између романа и кратке приче; издавач Мелвил Хаус је класификује као „сувише кратка да би била роман, превише дуга да би била приповетка”.[31] Нема прецизне дефиниције значења речи или броја страница.[32] Књижевне награде и издавачке куће обично имају своје сопствене арбитрарне лимите,[33] које варирају у зависности од њихових специфичних намена. Сумирајући варијабилне дефиниције новела, Вилијам Гиралди закључује „[то је форма] чијем идентитету изгледа да је суђено да буде оспораван довека”.[34] По неким гледиштима ограничење величине производи различите стилске резултате, неки од којих су заједнички са романом или приповетком,[35][36] а други су јединствени за ову форму.[37]
- Приповетка: дилема у дефинисању „кратке приче” као књижевне форме је у томе како је, или да ли је, треба разликовати од било ког кратког наратива; стога она такође има спорно порекло,[38] који поједини извори сматрају најранијим кратким наративом (нпр. Библија), као што су рани писци приповетки (нпр. Едгар Алан По), али и модерни писци (нпр. Антон Чехов).[39] Осим њене особене величине, разни теоретичари су предложили да приповетке обрађују карактеристичне теме и имају особену структуру.[40][41][42]

#### Драма
Драма је врста књижевности која је настала за време античке Грчке и развија се до дан данас. Драма се у главном не пише да би била читана већ да би била приказана у позоришту. Током осамнаестог и деветнаестог века, опера је настала као комбинација драме, поезије, и музике.
Основне врсте драме су трагедија и комедија, које се прво појављују неколико векова пре нове ере. Старогрчка драма је, по легенди, настала за време верског фестивала, када се један певач одвојио од хора и почео певати сам. Грчка трагедија се углавном бавила са познатим историјским и митолошким темама. Трагедије су (као што су то и данас) типично биле озбиљне и тицале су се се људске природе. За разлику од њих, комедије су већином биле сатиричне и увијек су имале сретан завршетак. Грчки фестивали би обично имали три трагедије и једну комедију.